# Raúl Rico
Raúl „Huachis” Rico Ramírez (ur. 12 kwietnia 1981 w Guadalajarze) – meksykański piłkarz występujący na pozycji środkowego lub prawego obrońcy, trener piłkarski.

## Kariera klubowa
Rico jest wychowankiem klubu Querétaro FC, do którego seniorskiej drużyny, występującej wówczas w drugiej lidze meksykańskiej, został włączony jako dwudziestolatek. Po upływie roku jego zespół wykupił licencję ekipy CF La Piedad, dzięki czemu dołączył do najwyższej klasy rozgrywkowej. W meksykańskiej Primera División zawodnik zadebiutował za kadencji argentyńskiego szkoleniowca Mario Zanabrii, 25 sierpnia 2002 w przegranym 1:2 spotkaniu z Atlante. Od razu wywalczył sobie pewne miejsce w wyjściowym składzie, zostając podstawowym defensorem drużyny, jednak nie osiągnął z nią większych sukcesów. Po upływie półtora roku przeniósł się do klubu CD Irapuato, gdzie spędził sześć miesięcy, po czym zespół został rozwiązany, a on sam został wówczas zawodnikiem drugoligowego Huracanes de Colima. Jego barwy reprezentował z kolei przez rok jako podstawowy zawodnik, nie odnosząc większych osiągnięć.
Latem 2005 Rico powrócił do swojego macierzystego Querétaro FC, grającego z powrotem w drugiej lidze, gdzie z miejsca został kluczowym punktem defensywy. W wiosennym sezonie Clausura 2006 triumfował z nim w Primera División A, dzięki czemu na koniec rozgrywek 2005/2006 wraz z resztą drużyny awansował do pierwszej ligi. Tam spędził jeszcze pół roku, po czym udał się na sześciomiesięczne wypożyczenie do drugoligowej filii klubu – Club Celaya, zaś pod jego nieobecność, na koniec rozgrywek 2006/2007, Querétaro spadło do drugiej ligi po zaledwie roku w niej spędzonym. Po powrocie do Querétaro, w jesiennym sezonie Apertura 2008, ponownie jako podstawowy zawodnik wygrał ze swoją ekipą drugą ligę meksykańską, co na koniec rozgrywek 2008/2009 zaowocowało kolejnym awansem klubu do najwyższej klasy rozgrywkowej. Tym razem jego pobyt na pierwszym szczeblu trwał trzy lata, podczas których przeważnie miał pewne miejsce w pierwszej jedenastce, jednak ponownie nie zanotował poważniejszych sukcesów.
W lipcu 2012 Rico został wypożyczony do drugoligowego Tiburones Rojos de Veracruz, gdzie występował kolejny rok jako podstawowy prawy obrońca, po czym, również na zasadzie wypożyczenia, przeniósł się do kolejnego drugoligowca – Delfines del Carmen z siedzibą w Ciudad del Carmen. Tam również spędził rok bez większych sukcesów, przez pierwsze sześć miesięcy notując regularne występy, lecz później został relegowany do roli głębokiego rezerwowego. Po powrocie do Querétaro również sporadycznie pojawiał się na ligowych boiskach i mimo iż w sezonie Clausura 2015 zdobył z nim największy sukces w swojej karierze – wicemistrzostwo kraju, to nie rozegrał wówczas ani jednego spotkania w lidze. Bezpośrednio po tym osiągnięciu został wypożyczony do drugoligowego zespołu Cimarrones de Sonora z miasta Hermosillo.
| Sezon     | Klub                        | Kraj   | Rozgrywki  | Mecze | Bramki |
| --------- | --------------------------- | ------ | ---------- | ----- | ------ |
| 2001/2002 | Querétaro FC                | Meksyk | Ascenso MX | 12    | 0      |
| 2002/2003 | Querétaro FC                | Meksyk | Liga MX    | 26    | 0      |
| 2003/2004 | Querétaro FC                | Meksyk | Liga MX    | 17    | 0      |
| 2003/2004 | CD Irapuato                 | Meksyk | Liga MX    | 15    | 0      |
| 2004/2005 | Huracanes de Colima         | Meksyk | Ascenso MX | 36    | 2      |
| 2005/2006 | Querétaro FC                | Meksyk | Ascenso MX | 36    | 1      |
| 2006/2007 | Querétaro FC                | Meksyk | Liga MX    | 13    | 0      |
| 2006/2007 | Club Celaya                 | Meksyk | Ascenso MX | 6     | 0      |
| 2007/2008 | Querétaro FC                | Meksyk | Ascenso MX | 29    | 3      |
| 2008/2009 | Querétaro FC                | Meksyk | Ascenso MX | 36    | 1      |
| 2009/2010 | Querétaro FC                | Meksyk | Liga MX    | 28    | 0      |
| 2010/2011 | Querétaro FC                | Meksyk | Liga MX    | 18    | 0      |
| 2011/2012 | Querétaro FC                | Meksyk | Liga MX    | 31    | 0      |
| 2012/2013 | Tiburones Rojos de Veracruz | Meksyk | Ascenso MX | 30    | 0      |
| 2013/2014 | Delfines del Carmen         | Meksyk | Ascenso MX | 11    | 0      |
| 2014/2015 | Querétaro FC                | Meksyk | Liga MX    | 0     | 0      |
| 2015/2016 | Cimarrones de Sonora        | Meksyk | Ascenso MX |       |        |